# Sunflower (música de Post Malone e Swae Lee)
"Sunflower" é uma canção dos rappers americanos Post Malone e Swae Lee. Foi lançada em 18 de outubro de 2018, como single da trilha sonora do filme de animação da Sony Pictures Animation de 2018, Spider-Man: Into the Spider-Verse, e mais tarde foi incluída no terceiro álbum de estúdio de Post Malone, Hollywood's Bleeding (2019). Um remix oficial apresenta os cantores americanos Nicky Jam e Prince Royce.
"Sunflower" recebeu aclamação da crítica musical. Tornou-se a terceira música de Malone e a primeira de Lee como solista a atingir o pico da parada Billboard Hot 100 dos EUA. A música ficou no top 10 da parada por 33 semanas, na época compartilhando o recorde de mais semanas com "Girls Like You" do Maroon 5 com Cardi B e "Shape of You" de Ed Sheeran (Post Malone quebrou esse recorde com seu single de 2019 " Circles "). "Sunflower" também alcançou o primeiro lugar na Austrália, Canadá, Malásia e Nova Zelândia, bem como o top 10 em 12 países adicionais. Recebeu a certificação de diamante duplo (20 vezes platina) pela Recording Industry Association of America (RIAA) nos EUA, bem como diamante no Canadá, Austrália e México. Em dezembro de 2023, tornou-se a primeira música a receber a certificação nos Estados Unidos, representando 20 milhões de unidades em vendas; a certificação foi finalizada em fevereiro de 2024. A canção foi a quarta canção de R&B mais vendida da década de 2010 nos EUA. Na parada de singles da Billboard Global 200, a canção alcançou a posição 20 na data de emissão, em 24 de junho de 2023.